# Carex seorsa
Carex seorsa är en halvgräsart som beskrevs av Elliot Calvin Howe.
Carex seorsa ingår i släktet starrar och familjen halvgräs. Inga underarter finns listade i Catalogue of Life.